# 大川愛之助
大川 愛之助（おおかわ あいのすけ、1872年〈明治5年〉3月 - 没年不明）は、日本の政治家。埼玉県北埼玉郡南河原村長。

## 経歴
1898年に南河原村収入役となる。また南河原村会議員となる。1917年に南河原村助役となる。南河原村農会副会長、同会長、有限責任南河原信用販売購買利用組合理事をつとめる。1928年7月に南河原村長に就任、1932年7月に退職。

## 人物
住所は埼玉県北埼玉郡南河原村大字中江袋（現・行田市）。